# ハート・ライク・ア・ハンド・グレネード
『ハート・ライク・ア・ハンド・グレネード』 (Heart Like A Hand Grenade) は、グリーン・デイの2004年に発売された『アメリカン・イディオット』の制作過程を収録した映画であり、2015年11月3日にDVDでリリースされたグリーン・デイのドキュメンタリー作品である。日本では2016年1月20日に日本語字幕入りの国内盤として発売された。

## 概要
- 2004年に発売された『アメリカン・イディオット』の楽曲制作、レコーディング過程を収録したドキュメンタリー作品である。
- 2015年10月15日に全米135館で上映された映画である。